# FIFA 10
FIFA 10 (cunoscut ca FIFA Soccer 2010 în America de Nord) este un joc video produs de cei de la EA Sports din seria FIFA.Dezvoltat de cei de la EA Canada este vândut de Electronic Arts sub marca EA Sports. Jocul trebuia lansat pe 1 octombrie 2009 în Australia dar din cauza unor circumstanțe necunoscute, jocul a devenit disponibil pe 30 septembrie. Pe 1 octombrie a fost lansat în Europa iar pe 20 octombrie în America de Nord. Este disponibil pentru  PlayStation 2, PlayStation 3, Microsoft Windows, Xbox 360, and Wii. Versiuni mai mici ale jocului au fost lansate pentru iPhone și iPod Touch, Nintendo DS, Nokia N-Gage, PlayStation Portable, și telefoanele mobile.
Demo-ul a apărut pe  Xbox 360, PlayStation3, și PC pe 10 septembrie în Europa, pe 11 septembrie în Australia și 17 septembrie în America de Nord. Echipele cu care poți juca sunt: Chelsea, Barcelona, Juventus, Bayern München, Marseille și Chicago Fire. Stadioanele disponibile în varianta demo sunt: Stadionul Wembley (Xbox 360) și Stadionul FIWC  (PlayStation3).

## Coloană sonoră
EA Sports a anunțat pe 25 iulie 2009 coloana sonoră pregătită pentru acest joc. Au fost anunțate 34 de piese, cu opt mai puține decât predecesorul FIFA 09. Variantele de Xbox 360 și PlayStation 3 au încă cinci cântece neincluse pe coloana sonoră lansată separat.
| - Adiam Dymott – "Miss You" - Afrobots – "Favela Rock" - Alex Metric – "Head Straight" - The Answering Machine – "It's Over! It's Over! It's Over!" - Auletta – "Meine Stadt" - Balkan Beat Box feat. Tomer Yosef și Saz – "Ramallah Tel Aviv" - BLK JKS – "Lakeside" - Bomba Estéreo – "Fuego" - Buraka Som Sistema feat. Pongolove – "Kalemba (Wegue - Wegue)" - The BPA feat. Ashley Beedle – "Should I Stay or Should I Blow" - Casiokids – "Fot i Hose" - Children Collide – "Skeleton Dance" - Crookers feat. The Very Best, Two Fingers, și Marina Gasolina – "Birthday Bash" - Cut Off Your Hands – "Happy As Can Be" - Dananananaykroyd – "Black Wax" - Datarock – "Give It Up" - The Enemy – "Be Somebody" - Fabri Fibra – "Donna Famosa" - Fidel Nadal – "International Love" - Los Fabulosos Cadillacs – "La Luz del Ritmo" | - Macaco – "Hacen Falta Dos" - Major Lazer feat. Mr. Lexx și Santigold – "Hold the Line" - Márcio Local – "Soul Do Samba" - Matt & Kim – "Daylight (Troublemaker Remix feat. De La Soul)" - Metric – "Gold Guns Girls" - Mexican Institute of Sound – "Alocatel" - Nneka feat. Wesley Williams – "Kangpe" - Passion Pit – "Moth's Wings" - Peter Bjorn and John – "Nothing to Worry About" - Pint Shot Riot – "Not Thinking Straight" - Playing for Change – "War (No More Trouble)" - Rocky Dawuni – "Download the Revolution" - Röyksopp – "It's What I Want" - SoShy – "Dorothy" - The Temper Trap – "Science of Fear" - The Whitest Boy Alive – "1517" - Tommy Sparks – "She's Got Me Dancing" - Wyclef Jean – "MVP Kompa" - Zap Mama – "Vibrations" |